# Willy Albrecht
Willy Albrecht (7 de julho de 1907 - 9 de setembro de 1996) foi um oficial alemão que serviu na Heer durante a Segunda Guerra Mundial. Foi condecorado com a Cruz de Cavaleiro da Cruz de Ferro.